# Caillebotte (fromage)
Pour les articles homonymes, voir Caillebotte.
La caillebotte est un lait caillé sous l'action d'enzymes d'origine animale ou végétale (et non pas par fermentation), consommé traditionnellement en dessert dans l'Ouest de la France, principalement dans le Poitou et les Charentes, en passant par l'Anjou , la Bretagne et le Pays basque. La jonchée produite dans les régions littorales de la Charente-Maritime et près de Niort (jonchée de Niort), est le même produit mais il est égoutté sur lit de joncs, alors que la caillebotte conserve, en grande partie, le petit-lait.
Le lait caillé de Fès suit la même recette.

## Origine
Rabelais utilisa ce mot en 1546 probablement en faisant référence à la cuisine de sa région d'origine. La caillebotte est restée vivante en Poitou et dans les Charentes. Elle est citée dans le roman d'Ernest Perochon, Les Creux de maisons, paru en 1913, comme dégustée dans les Deux-Sèvres dans les familles modestes. Ce produit laitier a donné son nom à des étagères à claire-voie, les caillebots sur lesquelles il est mis à égoutter. De là le terme de caillebottis, puis caillebotis, donné au capot à claires-voies couvrant une écoutille, ainsi qu'à tout plancher à claires-voies.

## Terminologie
Le nom de caillebotte est un déverbal du verbe caillebotter (cailler), exemple : « Le vinaigre caillebotte le lait » (Besch. 1845). En tant que « caillé », ce produit n'a pas vraiment droit à l'appellation de « fromage à pâte fraîche » puisqu'un fromage est suivant sa définition  « un produit obtenu par égouttage, après coagulation du lait par la présure ou une protéase apparentée » (Guiraud, 2012).
En Poitou, on utilise les deux vocables caille ou caillebotte. 
Au Pays basque, on utilise le terme mamia (nom de marque) ou simplement caillé.
Dans les régions basques ou limitrophes du Pays basque, les appellations cuajada, gatzatua et kalluata (caillé au sens général) sont utilisées à la fois pour des fromages très frais et pour des caillebottes. L'appellation anglaise cottage cheese est également ambivalente et jelly encore plus vague, junket (en) est plus approprié. 
Les kosam issus de la tradition peul (Peuls#Cuisine) peuvent être fabriqués seulement avec de la présure comme une caillebotte (quoique plus souvent avec un yaourt) et sont devenus très populaires dans toute l'Afrique centrale et occidentale. 

## Fabrication
Généralement, les caillebottes sont faites au lait de vache, mais selon la région il arrive qu'elles soient fabriquées à base de lait de chèvre ou encore de lait de brebis. L'utilisation de lait cru est à privilégier pour un goût authenthique mais l'utilisation de laits standards, déshydratés ou concentrés est possible lorsque le lait cru n'est pas disponible (ce qui est souvent le cas des kosam en Afrique). Il n'y a pas d'affinage.

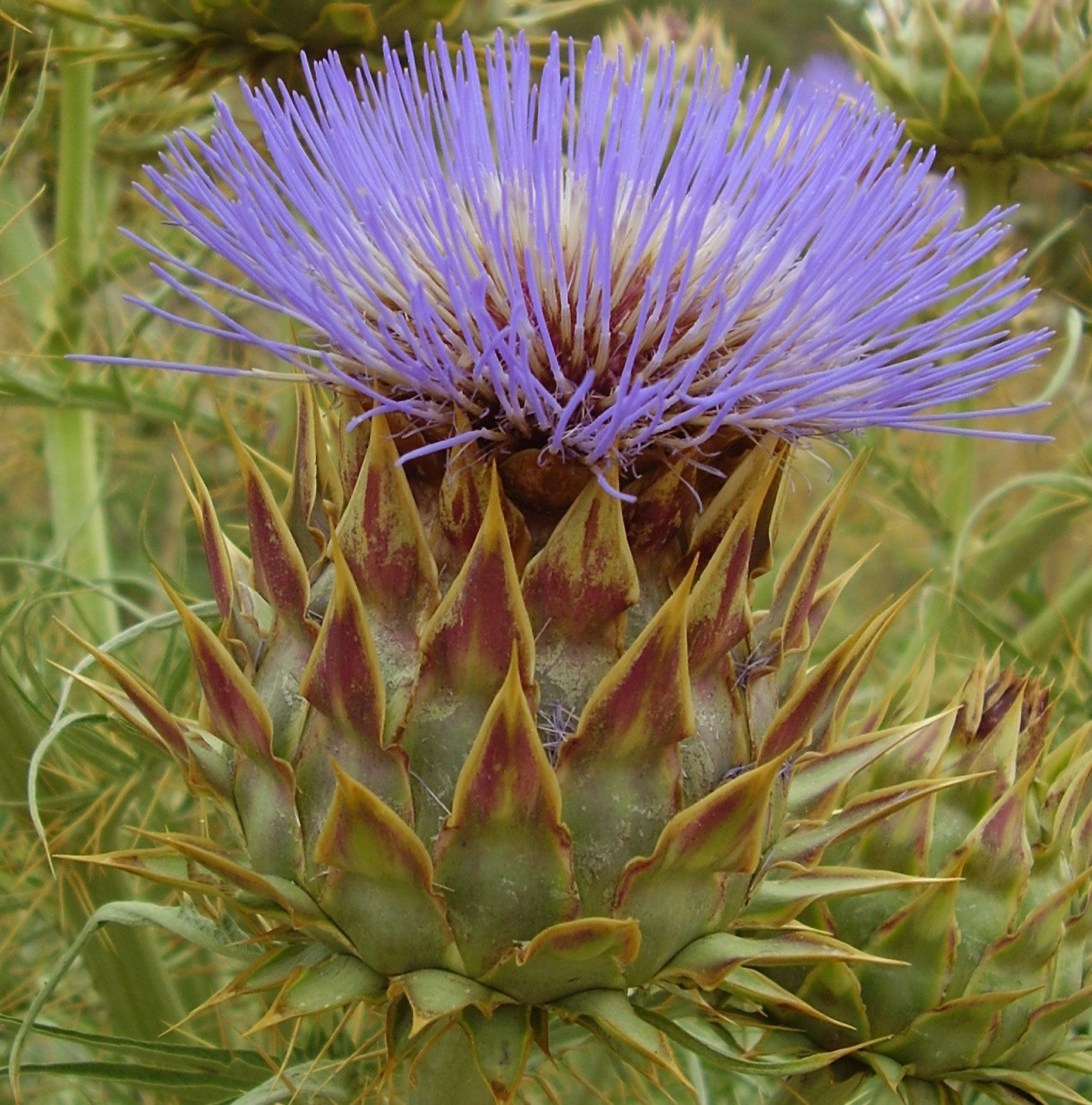
Chardonnette, capitule caractéristique du genre Cynara. Les caillebottes réalisées avec la chardonnette conviennent parfaitement aux végétariens.

La coagulation du lait s'obtenait jadis avec des plantes et est assez facile à réaliser ainsi. On utilisait surtout la chardonnette, c'est-à-dire la « fleur » (les fleurons bleus) du cardon (et d'autres Cynara ) , de Carlina acaulis (chardon de montagne) ou des extraits de chardon (Carduus sp.). Chardonnette peut aussi désigner la plante utilisée c'est-à-dire Cynara cardunculus ou Carlina acaulis sauvages ou cultivées dans les jardins .
Dans les pays de l'Ouest méditerranéen (Algérie, Maroc, Espagne, Portugal) on utilise de la chardonnette séchée (foin d'artichaut) issue de l'artichaut d'été (Cynara humilis) réputée très efficace.
Le caillage est effectué à la présure, depuis qu'à la fin du XIXe siècle, les premières présures standardisées ont été commercialisées.
La recette est très simple. Elle consiste à :
- tiédir le lait à 30-35 °C ;
- ajouter quelques gouttes de présure (3-4 gouttes pour un litre) et à bien mélanger ;
- verser ensuite le contenu dans les récipients de service, la température est maintenue le temps de la prise du gel ;

La caillebotte est un gel homogène, formé par un réseau protéique de caséine retenant la matière grasse et le lactosérum liquide.
N'étant pas un produit fermenté, la caillebotte n'est pas acide à la différence des yaourts ou du lait ribot. Cette absence d'acidité fait que la caillebotte ne se conserve pas ; quelques heures après sa fabrication elle commence à surir. Toutefois, dans certains pays, en particulier en Afrique du Nord, les caillebottes peuvent être consommées suries. Par ailleurs, en québecquois, surir signifie cailler. 
Pour éviter la fermentation ou le sûrissement sous l'action de germes ambiants, la coagulation doit être très rapide : une heure ou deux au maximum. On peut augmenter la dose de présure jusqu'à une demi petite cuiller par litre de lait. Lorsque la prise est effectuée, on met tout de suite au frais ou on chauffe suivant la recette.

## Commercialisation
Comme la caillebotte ne se conserve pas telle quelle, elle n'est généralement pas commercialisée. On peut en trouver dans certains magasins de fermes laitières, en particulier de fermes bio.
Pour stabiliser la caillebotte on peut la pasteuriser. La durée de conservation est alors  moins longue que pour un yaourt mais suffisante. En 2022, il semblerait que ce procédé ne soit utilisé que par deux ou trois producteurs industriels en France. Elle est alors conditionnée et vendue dans des emballages de type yaourt sous l'appellation caillé de brebis ou caillé de chèvre.

## Dégustation
Très rafraîchissante, la caillebotte est particulièrement appréciée en été. Une des différences entre caillebottes et faisselles tient au fait que les premières ont gardé leur petit-lait et que la partie caillée est lisse et entière alors que les faisselles sont égouttées et la partie caillée déstructurée formant quelques grumeaux (M. Gayet, 2013). Le petit-lait resté emprisonné dans le gel formé par les agrégats de caséines, donne une impression de liquidité en bouche. La caillebotte a la saveur fruitée d'un produit laitier qui n'a rien à voir avec l'insipidité de la jelly.
La meilleure caillebotte s'obtenait jadis à la campagne, quand juste après la traite, le lait encore chaud, venant de sortir du pis de la vache, était aussitôt coagulé. Du sucre en poudre peut être ajouté avant la prise ou après la prise pour sentir les grains de sucre. Les enfants en raffolaient et en consommaient de grande quantité. Dans les Charentes, les adultes parfumaient les caillebottes avec quelques gouttes de pineau des Charentes, de cognac ou de café. Le lait caillé de Fès est aromatisé à la fleur d'oranger.
Les caillebottes étaient autrefois régulièrement servies à la fin des repas de mariage simple en Poitou : « Quand vinrent les saladiers de caillebotte recouverts d'épaisses crèmes jaunes, les chansons étaient commencées », lit-on dans Les Creux de maisons, roman d'Ernest Pérochon.
La caillebotte peut se manger sucrée avec des fruits l'été, ou coiffée de crème fraîche, on peut aussi la saler pour la conserver un peu. Les recettes varient selon les régions et selon les familles.
Lorsque la caillebotte est servie dans un grand plat, on l'incise en morceaux, traditionnellement en traçant une croix au couteau, pour faire sortir du petit-lait. Quand ensuite, on sert les parts, une partie du lactosérum reste dans le plat.
Une fois découpé, le gel peut aussi être passé au four juste le temps que les morceaux de caillé deviennent un peu plus fermes. Là aussi, une partie du petit-lait reste dans le plat au moment du service ce qui contribue à donner un caractère plus onctueux au gel.
On peut aussi l'utiliser pour une variante de l'Irish coffee avec du cognac et de la crème et sans battre la caillebotte, bien sûr.

### Boissons conseillées
- Cidre
- Pineau des Charentes
- Cognac

### Saisons conseillées
Sa fabrication étant familiale, la meilleure période de consommation est l'été pendant la récolte des fraises et framboises.

### Fêtes
Il est aussi possible d'en déguster lors des fêtes annuelles de la caillebotte à Rezé (Loire-Atlantique) et Châteaubernard (Charente).